# Prix des Élites
Prix des Élites är ett årligt montélopp för 3-5-åriga varmblodstravare (ej valacker) som rids över distansen 2 200 meter med fransk voltstart. Det är ett Grupp 1-lopp, det vill säga ett lopp av högsta internationella klass. Loppet avgjordes för första gången i september 1976 och går sedan dess av stapeln i september under det franska vintermeetinget varje år på Vincennesbanan i Paris. Loppets förstapris är 108 000 euro.

## Kvalifikation
Loppet är öppet för 3-5-åriga varmblodstravare. Hästar som är 3 år gamla måste ha minst 16 000 euro insprunget, och 4-5 år gamla hästar måste ha minst 54 000 euro insprunget.

## Segrare
| År   | Häst               | Efter              | Ryttare                  | Tränare                 | Tvåa               | Trea              | Distans | Tid    |
| ---- | ------------------ | ------------------ | ------------------------ | ----------------------- | ------------------ | ----------------- | ------- | ------ |
| 2024 | Kyt Kat            | Booster Winner     | Camilla Levesque         | Thomas Levesque         | Kalif Landia       | Kyrielle des Vaux | 2175 m  | 1'10"7 |
| 2023 | Je M'Envole        | Joyau d'Amour      | Mathieu Mottier          | Mathieu Mottier         | Jean Balthazar     | Jane Aimee        | 2175 m  | 1'10"6 |
| 2022 | Intuition          | Brillantissime     | Adrien Lamy              | Tomas Malmqvist         | Ines Des Rioults   | Idéale du Chêne   | 2175 m  | 1'10"8 |
| 2021 | Girly Béco         | Tiégo d'Étang      | Guillaume Martin         | Maxime Bézier           | Granvillaise Bleue | Gospel Pat        | 2200 m  | 1'10"5 |
| 2020 | Feeling Cash       | Ready Cash         | Éric Raffin              | Philippe Allaire        | Flamme du Goutier  | Fado du Chêne     | 2200 m  | 1'10"6 |
| 2019 | Flèche Bourbon     | Saxo de Vandel     | Alexandre Abrivard       | Sébastien Guarato       | Feeling Cash       | Exotica de Retz   | 2200 m  | 1'11"7 |
| 2018 | Elladora de Forgan | Gazouillis         | Franck Nivard            | Franck Leblanc          | Feeling Cash       | Dynasty Péji      | 2200 m  | 1'11"4 |
| 2017 | Cyprien des Bordes | Ouragan de Celland | Jean-Loïc-Claude Dersoir | Joël Hallais            | Chancelière Citrus | Eye of the Storm  | 2200 m  | 1'12"1 |
| 2016 | Dollar Macker      | Saxo de Vandel     | Yoann Lebourgeois        | Philippe Allaire        | Bellissima France  | Dhikti Védaquais  | 2150 m  | 1'12"7 |
| 2015 | Cocktail Meslois   | Roc Meslois        | Franck Nivard            | Pierre Belloche         | Alto de Viette     | Astor du Quenne   | 2150 m  | 1'13"7 |
| 2014 | Booster Winner     | Love You           | Éric Raffin              | Sébastien Guarato       | Brutus de Bailly   | Viva Forest       | 2150 m  | 1'12"5 |
| 2013 | Anastasia Fella    | Goetmals Wood      | Franck Nivard            | Fabrice Souloy          | Ultissimo          | Utopie Imperiale  | 2150 m  | 1'13"  |
| 2012 | Vanishing Point    | Ludo de Castelle   | Damien Bonne             | Sébastien Guarato       | Vipsie Griff       | Taïga du Rib      | 2150 m  | 1'12"8 |
| 2011 | Uppercut du Rib    | Quadrophenio       | David Thomain            | Joël Hallais            | Uncaring           | Tango Quick       | 2150 m  | 1'13"0 |
| 2010 | Thorens Védaquais  | Cygnus d'Odyssée   | Yoann Lebourgeois        | Philippe Allaire        | Talina Madrik      | Toscane Jab       | 2150 m  | 1'13"4 |
| 2009 | Scipion du Goutier | Goetmals Wood      | Franck Nivard            | Franck Leblanc          | Quiléa Jiel        | Quokine Berry     | 2150 m  | 1'11"9 |
| 2008 | Replay Oaks        | Le Big Boss        | Émile Fournigault        | Gaston Alainé           | Rêve des Vallées   | Paola de Lou      | 2150 m  | 1'13"6 |
| 2007 | Quelle Folle       | Achille            | Franck Nivard            | Jean-Michel Baudouin    | Or de Bruges       | Quincy Boy        | 2150 m  | 1'12"8 |
| 2006 | Nouba Turgot       | Canada             | Éric Raffin              | Franck Anne             | Paisy Dream        | Pacifique Gédé    | 2200 m  | 1'12"5 |
| 2005 | Orphea de Nay      | Caribou du Ranch   | Louis Baudron            | Fabrice Souloy          | Miss Castelle      | Orélie de Retz    | 2150 m  | 1'14"4 |
| 2004 | Miss Castelle      | Goetmals Wood      | Philippe Masschaele      | Thierry Duvaldestin     | New Orleans        | Néléos du Goutier | 2200 m  | 1'13"3 |
| 2003 | Mara Bourbon       | And Arifant        | Louis Baudron            | Jean-Pierre Dubois      | Kepler             | Kinder Jet        | 2150 m  | 1'15"6 |
| 2002 | Jirella            | Cèdre du Vivier    | Laurent-Claude Abrivard  | Jean-Michel Bazire      | Léda d'Occagnes    | Joyau d'Amour     | 2200 m  | 1'13"7 |
| 2001 | Iouky du Pré       | Baccarat du Pont   | Jean-Michel Bazire       | Henri Mahé              | Instant Gédé       | Kyrielle Club     | 2200 m  | 1'13"6 |
| 2000 | Jenko              | Esotico Star       | Philippe Masschaele      | Jean-Philippe Dubois    | Joe l'Amoroso      | Jonquille du Rib  | 2150 m  | 1'16"  |
| 1999 | Golf du Pommeau    | Viking Sun         | Laurent-Claude Abrivard  | Laurent-Claude Abrivard | Gringo de Villière | Grâce Ducal       | 2200 m  | 1'13"9 |
| 1998 | Gai Brillant       | Podosis            | Jean-Philippe Mary       | Philippe Allaire        | Fan Quick          | Habitat           | 2200 m  | 1'15"7 |
| 1997 | Express Road       | James Pile         | Jean-Paul Piton          | Philippe Allaire        | Fort Pile          | Ernest d'Ombrée   | 2200 m  | 1'15"2 |
| 1996 | Fine Perle         | Marpheulin         | Jean-Philippe Mary       | Philippe Allaire        | Eros du Rocher     | Dany Royale       | 2150 m  | 1'17"9 |
| 1995 | Courlis du Pont    | Opus Dei           | Philippe Békaert         | Ulf Nordin              | Cactus de Tessé    | Cyrus Buissonay   | 2200 m  | 1'15"3 |
| 1994 | Courlis du Pont    | Opus Dei           | Philippe Békaert         | Ulf Nordin              | Balzac             | Bouba             | 2200 m  | 1'16"5 |
| 1993 | Alpha Barbés       | Néric Barbés       | Jean-Philippe Mary       | Christian Bigeon        | Anita de la Vallée | Annie Royale      | 2200 m  | 1'16"5 |
| 1992 | Vivier de Montfort | Kronos du Vivier   | Jean-Claude Hallais      | Christian Bigeon        | Vaflosa Gédé       | Vallée du Loir    | 2300 m  | 1'17"2 |
| 1991 | Uthman             | Ignifugé           | Jean-Pierre Thomain      | Jacky Legall            | Uno Atout          | Atout de Marjon   | 2325 m  | 1'16"7 |
| 1990 | Tahita de Yet      | Jiosco             | Yves Dreux               | Patrick Hawas           | Talbin             | Tiarko            | 2325 m  | 1'17"5 |
| 1989 | Speed Clayettois   | Joachim            | Yves Dreux               | Ali Hawas               | Stirwen            | Suva              | 2325 m  | 1'17"2 |
| 1988 | Reine du Corta     | Ura                | Michel Lenoir            | Alain Roussel           | Rivage             | Rikita Fouteau    | 2325 m  | 1'17"2 |
| 1987 | Quel Soro          | Ignifugé           | Alain Sionneau           | Alain Sionneau          | Qualifié           | Speed Clayettois  | 2325 m  | 1'16"7 |
| 1986 | Potin d'Amour      | Chambon P          | Yves Dreux               | Jan Kruithof            | Portolugo          | Prince Atout      | 2325 m  | 1'18"8 |
| 1985 | Opprimé            | Coppet             | Alain Laurent            | Jean-Pierre Viel        | Ogino              | Oppoka Mabon      | 2325 m  | 1'18"7 |
| 1984 | Ogino              | Vasco              | Gérard Raulline          | Bernard Raulline        | Noce de Porphyre   | Odin de la Vente  | 2275 m  | 1'19"4 |
| 1983 | Opérigo            | Valmont            | Yves Dreux               | Ali Hawas               | Maritza de Vrie    | Nausicaa Nyssia   | 2225 m  | 1'20"4 |
| 1982 | Nestoriac          | Derjacques         | Jean-Marie Riaud         | Ali Hawas               | Lapito             | Luga              | 2225 m  | 1'20"4 |
| 1981 | Loustic de la Tour | Tatius             | Michel-Marcel Gougeon    | Michel-Marcel Gougeon   | Klon Klon          | Mabrouka          | 2275 m  | 1'18"1 |
| 1980 | Kaiser Trot        | Canino             | Philippe Békaert         | Joël Hallais            | Karim Mabon        | Jaguar du Corta   | 2275 m  | 1'20"7 |
| 1979 | Istraeki           | Paléo              | Michel-Marcel Gougeon    |                         | Idylle du Corta    | Jeune Orange      | 2275 m  | 1'17"1 |
| 1978 | Jeune Orange       | Chambon P          | Alain Sionneau           |                         | Hurgo              | Idylle Charmeuse  | 2225 m  | 1'20"0 |
| 1977 | Guéridia           | Quérido II         | Philippe Békaert         |                         | Gaie Matine        | Galopin des Prés  | 2275 m  | 1'19"8 |
| 1976 | Flamenco           | Fandango           | Michel-Marcel Gougeon    |                         |                    |                   | 2275 m  | 1'20"6 |